# كرايغ دوناواي
كرايغ دوناواي (بالإنجليزية: Craig Dunaway)‏ هو لاعب كرة قدم أمريكية أمريكي، ولد في 27 مارس 1961 في ليك تشارلز في الولايات المتحدة.

## وصلات خارجية
- كرايغ دوناواي على موقع مرجع كرة القدم المحترفة.كوم (الإنجليزية)